# ウッツァーノ
ウッツァーノ (伊: Uzzano) は、イタリア共和国トスカーナ州ピストイア県にある、人口約5,600人の基礎自治体（コムーネ）。

## 地理

### 位置・広がり

#### 隣接コムーネ
隣接するコムーネは以下の通り。
- ブッジャーノ
- キエジーナ・ウッツァネーゼ
- ペーシャ

### 気候分類・地震分類
ウッツァーノにおけるイタリアの気候分類 (it) および度日は、zona D, 1837 GGである。
また、イタリアの地震リスク階級 (it) では、zona 3 (sismicità bassa) に分類される。

## 行政

### 分離集落
ウッツァーノには以下の分離集落（フラツィオーネ）がある。
- Fornaci, Sant'Allucio, Santa Lucia, Torricchio, Uzzano Castello